# Alessandro Galilei

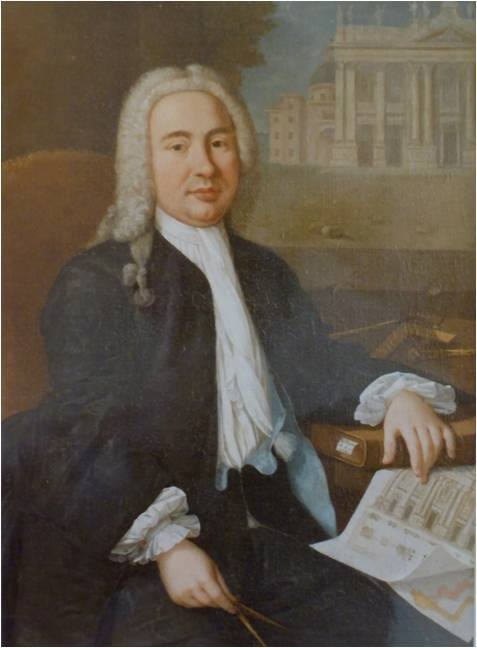
Alessandro Galilei, pictat de Guiseppe Berti

Alessandro Maria Gaetano Galilei (n. 25 august 1691, Florența - d. 21 decembrie 1737, Roma) a fost un matematician și arhitect italian.
A studiat la Londra șapte ani, apoi s-a întors la Florența, unde a fost numit ajutor intendent la flota navală.
Papa Clement al X-lea i-a încredințat construcția porții și fațadei bazilicii San Giovanni dei Fiorentini, care se remarcă prin grandoare, masivitate și eleganță, fiind considerată una dintre cele mai importante lucrări de arhitectură din acea epocă.
Apoi a mai construit capela Corsini.
La întocmirea planurilor acestor construcții, a efectuat calcule ingenioase care l-au făcut celebru.
A obținut titlul de Ingegnere delle fortezze e fabbriche di corte (Inginer de clădiri și fortărețe).